# Words by Heart
"Words by Heart" é uma canção escrita por Reed Nielsen e Monty Powell, e gravada pelo cantor country Billy Ray Cyrus.
É o terceiro single do álbum It Won't Be the Last. A canção atingiu o 12 lugar na Billboard Hot Country Songs, e o 19 lugar na Bubbling Under Hot 100 Singles. No Canadá, alcançou o 14 lugar.

## Posições nas paradas musicais
| Paradas (1994)                               | Posições |
| -------------------------------------------- | -------- |
| Canadian RPM Country Tracks                  | 14       |
| Estados Unidos (Billboard Hot Country Songs) | 12       |